# Jakob von Ramingen
Jakob von Ramingen zu Laiblachsberg, vereinzelt auch Rammingen, (* 1510 in Stuttgart; † nach 1582) war ein württembergischer Archivar und Archivtheoretiker. Er wurde bekannt durch seine Werke zur Archiv- und Lagerbuchlehre.

## Leben
Als Sohn des gleichnamigen württembergischen Staatsarchivars wuchs Jakob von Rammingen in Stuttgart auf und wurde ab 1525 von seinem Vater im Schreiber- und Registraturwesen unterrichtet. Von 1533 bis 1535 war er selbst als Kanzleischreiber tätig, bevor er wegen mangelhafter Abrechnung der Kriegsausgaben und der daraus folgenden Beschlagnahmung seiner Güter nach Ulm fliehen musste. Von 1535 bis 1553 diente er als Registrator und Renovator bei verschiedenen adeligen Herren. Von 1553 bis 1559 bekleidete er das Amt des Renovators im Amt Göppingen, ab 1576 war er Kammerrat des Pfalzgrafen Hans von Veldenz und Lützelstein (bis 1579).

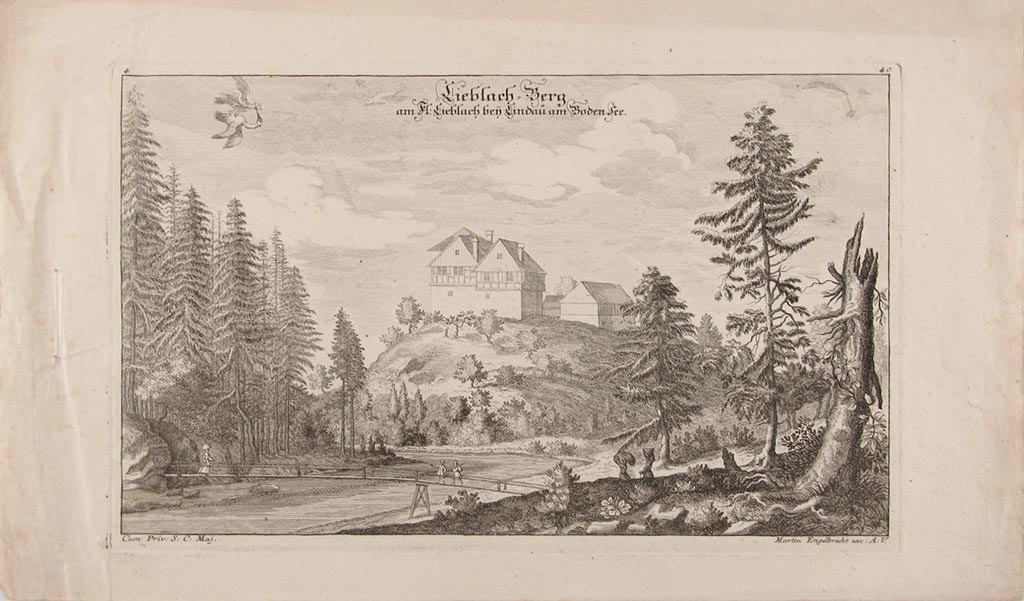
Burg Leiblachsberg

1548 wurde ihm auf kaiserliche Veranlassung der Adelstitel verliehen. Nach dem Erwerb der Burg Laiblachsberg in Sigmarszell bei Lindau erhielt er 1554 die kaiserliche Genehmigung zur Führung eines Namenszusatzes.

## Werke
- Von der Haußhaltung Der Regiment land vnd Leüt vnd dann der ligenden Gueter/ vnd jhrer Rechten vnd Gniessen., Augsburg 1566.[1]
- OECONOMIA. Der Regiment Land vnd Leut vnnd dann der ligenden Gueter vnnd jhrer Rechten vnd Geniessen., Frankfurt 1567.[2]
- Von der Registratur und ihren Gebäwen und Regimenten, Heidelberg 1571.[3]
- Von der rechten künstlichen Renovatur eigentliche und gründtliche Beschreibung, Heidelberg 1571.[4]
- Summarischer Bericht Wie es mit einer kuenstlichen vnd volkomnen Registratur Ein gestalt. Was auch fuer vnderschiedlicher  Außtheilung vnd Classes, vnd sonst fuer Partitiones vnd Separationes derselben Gebaew erfordern vnd brauchen sey., Heidelberg 1571.[5]
- Von den Aromaten vnd wolschmäckenden, gantz krefftigen, vnd hailsamen Specereyen (wie mans in gemeinem brauch pflegt zunennen) so auß frembden landen, zu vns Teutschen, gebracht werden, Straßburg 1580[6]
- De antiquitatibus et rebus Sueuorum et Allemannorum, nie im Druck erschienen[7][8]
  - CATALOGVS ARGVMENTORVM, Das ist. Kurtzvergriffene Ordenliche Erzelung oder Sum̃arischer Jnnhalt vnd Bericht aller Bücher  des im Werck vorhandenen Herrlichen Loeblichen Wercks: Jntituliert: Von den Vrsprünglichen Sachen Alten Geschichten vnd Thaaten der alten Schwaebischen vnd Allemannischen Voelcker. 1580.[9]

## Weblink
- Sabine Wienker-Piepho: „Je gelehrter, desto verkehrter“? Volkskundlich-Kulturgeschichtliches zur Schriftbeherrschung, Waxmann 2000. S. 109 mit Tippfehler im Titel der Arbeit von Jenny.